# Vespa flavofasciatus
Vespa flavofasciatus är en getingart som beskrevs av Matsumura 1911. Vespa flavofasciatus ingår i släktet bålgetingar, och familjen getingar. Inga underarter finns listade i Catalogue of Life.